# Rambergsvallen
Le Rambergsvallen était un stade multi-usage situé à Göteborg, en Suède. Il fut principalement utilisé pour le football, accueillant les rencontres à domicile du BK Häcken.
Bâti en 1935 sur l'île d'Hisingen, dans le quartier de Lundby, le Rambergsvallen pouvait héberger 8 480 spectateurs. Il a été détruit en 2014 pour laisser place à une nouvelle enceinte, la Bravida Arena.

## Histoire

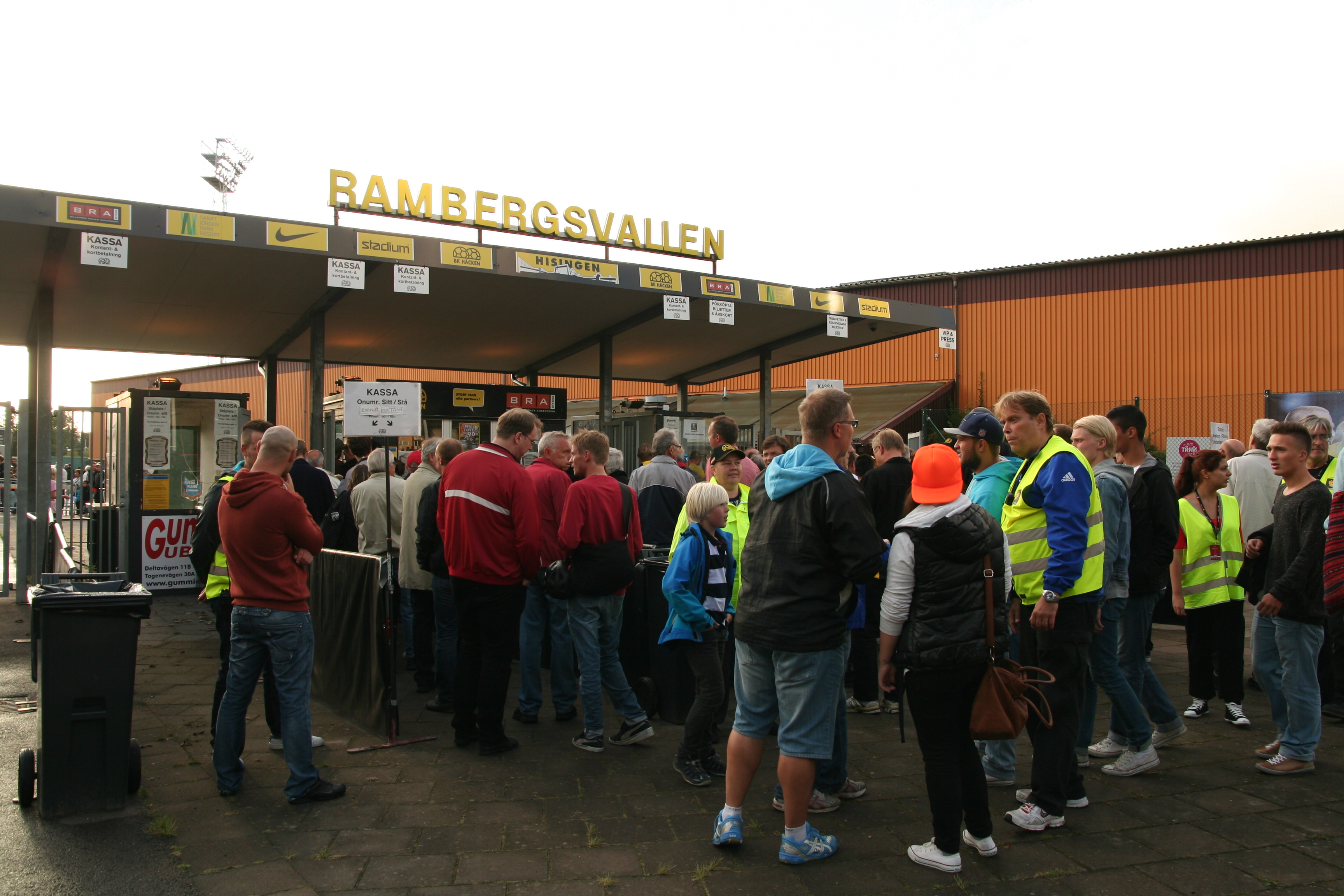
Entrée du stade le 31 août 2012.